# We Are Your Friends (film)
We Are Your Friends è un film del 2015 diretto da Max Joseph e interpretato da Zac Efron ed Emily Ratajkowski.

## Trama
Cole  è un aspirante DJ ventitreenne, che sogna di diventare un importante DJ discografico. Ripete all'inizio del film e alla fine che per essere un DJ c'è bisogno di tre cose: un 
laptop, un certo talento e una traccia. Cole vive con il suo amico, Mason. Passa il tempo con lui e altri due suoi amici, Ollie e Squirrel, nella loro città natale, San Fernando Valley. Con l'aiuto di Mason, che lavora come Pr al Social, una discoteca di Los Angeles, e i suoi amici, il giovane promuove le sue serate nei campus universitari e, proprio in una di queste, in cui si sta esibendo James Reed, DJ di fama internazionale, ma ultimamente in declino, conosce una ragazza e la invita al tavolo con i suoi amici, declinandole la proposta. Uscito fuori dal locale incontra James Reed il quale gli offre uno spinello imbevuto nel PCP e lo invita ad aggregarsi ad una festa in cui Cole inizia ad avere allucinazioni, per via della droga offertagli precedentemente.
La mattina dopo, si sveglia a casa di James e rincontra la ragazza che aveva conosciuto in discoteca e scopre che si chiama Sophie, ed è fidanzata e assistente personale del DJ.
Dopo i loro pochi guadagni dell'evento in discoteca, si rivolgono a Paige, che gestisce un'azienda di soluzioni immobiliari che mira a sfrattare, invece di aiutare, le persone con problemi economici. Più tardi, James chiama Cole per fare il DJ a casa sua per una festa, per cui verrà pagato. Dopo aver spiegato a Sophie i meccanismi fondamentali del DJ-ing, James vede il potenziale di Cole, che viene poi interrotto dai suoi tre amici che arrivano alla festa.
Dopo una lotta tra Mason e uno degli ospiti di James, Cole perdona le azioni avventate dell'amico. Da lì, James prende Cole come suo allievo. Dopo aver ascoltato una delle sue canzoni, James lo critica perché imita altri DJ e suggerisce di usare suoni reali per creare un'atmosfera originale. I due poi lavorano per creare una canzone insieme utilizzando questa tecnica, aggiungendo anche la voce di Sophie. Cole e i suoi amici si dirigono a Las Vegas per un festival di musica, ma una volta lì Cole lascia il gruppo per incontrare Sophie. Sophie dà poi a Cole del MDMA, e corrono per Las Vegas, per poi andare in hotel dove vanno a letto insieme.
Tornati a San Fernando, James dà a Cole un nuovo MacBook Pro e l'opportunità di aprire il suo concerto al Summer Fest, un festival di musica. Un giorno, Cole e il suo datore di lavoro Paige incontrano Tanya Romero, la cui casa è in fase di pignoramento. Nel corso del negoziato, Paige compra la sua casa con l'intenzione di rivenderla velocemente ad un prezzo notevole, e sfrattare lei e suo figlio, cosa che fa arrabbiare Cole. Poco dopo James scopre della notte passata a Las vegas di Cole con Sophie, rompendo i legami con lui.
Tornando con i suoi tre amici, Squirrel rivela che è alla ricerca di un posto di lavoro migliore. Mason intanto ha affittato una casa per tutti loro. Dopo un'intensa festa inaugurale con droga e alcol, la mattina dopo Squirrel viene trovato privo di sensi, e poco dopo muore per overdose. Dopo il funerale, i restanti amici cominciano a mettere in discussione il loro futuro, finendo ognuno per andare per la propria strada quando Mason incolpa Ollie per i farmaci che Squirrel ha ingerito la sera prima per poi andare in overdose.
Cole visita James, ormai completamente consumato dall'alcolismo, per fargli sapere della morte di Squirrel, raccontando di essere in colpa per la morte dell'amico e della notte passata con Sophie. Si riappacificano e James lo consola e gli dice che Sophie si è trasferita a San Fernando Valley e lavora in un caffè locale, dove in seguito le farà visita.
Un giorno mentre sta facendo jogging, la batteria del telefono di Cole si esaurisce, e la musica si spegne. Correndo per tornare a casa ascolta ciò che lo circonda, questo lo ispira a registrare dei campioni e integrarli in una canzone. Cole quindi chiama James dicendogli che ha qualcosa per il Summer Fest, e lui gli dà un'altra possibilità. Cole inizia il suo pezzo al Summer Fest, che contiene frammenti di sue conversazioni con Sophie e con l'amico Squirrel proprio poco prima di morire, usando proprio la sua citazione "Saremo mai meglio di così?". Quando la canzone finisce, Cole nota l'entusiasmo da parte del pubblico e di James.
Il film termina con Sophie che torna al college, Ollie che fa un provino, Mason che diventa responsabile delle liste in discoteca, e Cole che rimane positivo sul suo futuro e sulla creazione di un rapporto con Sophie. Nella scena dopo i crediti, Tanya, la donna truffata dall'agenzia dove lavoravano i quattro amici, apre la porta d'ingresso e trova la scatola delle scarpe che Cole aveva utilizzato per raccogliere tutti i soldi guadagnati durante il film.

## Produzione
Il 6 giugno 2014, Zac Efron annuncia di stare negoziando per interpretare un Dj nel film debutto del regista Max Joseph. Il 31 luglio dello stesso anno, anche Emily Ratajkowski si unisce al cast.
Le riprese iniziano il 18 agosto, nella San Fernando Valley, basate su una sceneggiatura scritta da Max Joseph e Meaghan Oppenheimer. I produttori del film sono Tim Bevan, Eric Fellner e Liza Chasin

## Distribuzione
Il film è stato distribuito il 28 agosto 2015 negli Stati Uniti e successivamente, il 17 settembre 2015, anche in Italia dalla Notorious Pictures.